# Mont Superbus
Le mont Superbus (1 375 m) se trouve à 150 km au sud-ouest de Brisbane et est le point culminant du Sud-Est du Queensland en Australie. Il a une longue histoire d'exploitation forestière qui remonte au milieu du XIXe siècle. Il était à l'origine couvert de denses forêts de pins. On y trouvait aussi le cèdre rouge et d'autres espèces d'arbres. Il fait maintenant partie du parc national du Main Range.
Sur versant Sud, près du sommet, se trouve l'épave d'un bombardier Lincoln de la Seconde Guerre mondiale. Il s'est écrasé sur la montagne, aux premières heures du samedi de Pâques, le 9 avril 1955, lors d'une évacuation sanitaire d'un bébé malade de Townsville vers l'aéroport d'Eagle Farm de Brisbane. L'équipage de quatre membres de la RAAF et les deux passagers ont tous été tués dans ce tragique accident. Les restes de l'épave se trouvent toujours à proximité du sommet et est un objet de promenade pour les randonneurs.
La Condamine River prend sa source sur le flanc Ouest du mont Superbus.